# Drhání
Drhání neboli makramé je technika vázání nití a šňůrek, kterou se zhotovují prolamované plošné textilie.

## Historie
Za místo původu drhání se pokládají arabské země. Slovo makramé je odvozeno od arabského „migramah“ (třáseň) nebo od tureckého „magrama“ (vyšívaný šáteček). Nejstarší odkaz na makramé se nachází již na jednom asyrském reliéfu. Do Evropy přinesli drhání Maurové přes Španělsko asi v 13. století.
Původně se vázaly třásně z osnovních nití odstávajících na hotových kobercích, ve středověku se drháním zhotovovaly z jemných lněných nebo i hedvábných nití krajky. Asi od začátku 20. století se váže makramé ze šňůrek nebo z hrubších nití na vyšívání. Materiál se také kombinuje s kuličkami, perlami, prstenci apod. Obzvlášť ve druhé polovině 20. století se drhání rozšířilo jak v Evropě tak i v severní Americe jako hobby.

## Techniky vázání
Nejjednodušší je vázání s plochým a žebrovým uzlem. K dalším patří např. babský, tkalcovský, kroužkovací, řetízkový nebo frivolitkový, složitější je např. japonský, čínský, turecký nebo josefínský uzel.

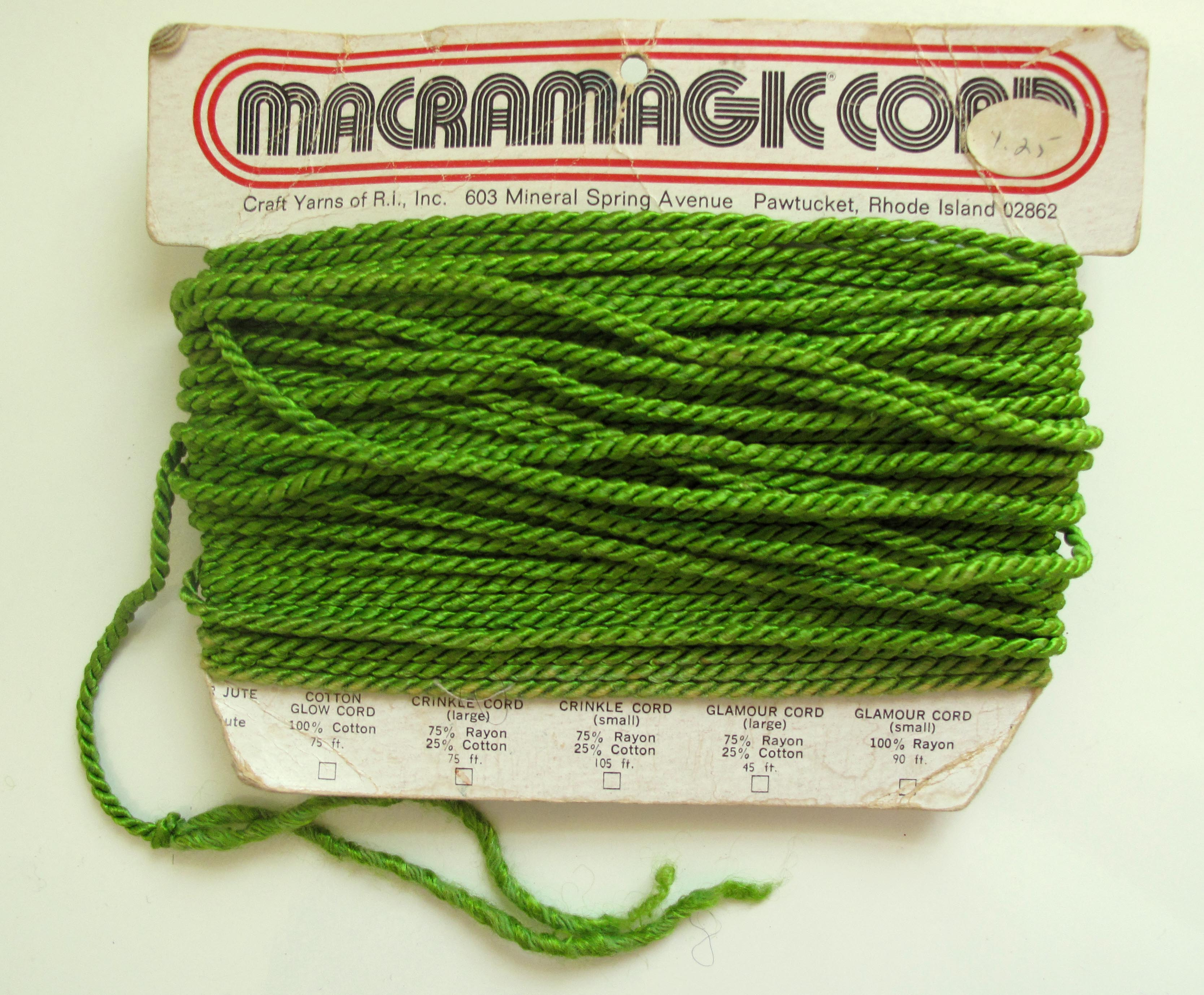
Drhovací šňůrka (cca z roku 1975)
Babský uzel se začátkem "levá nad pravou"
Plochý uzel
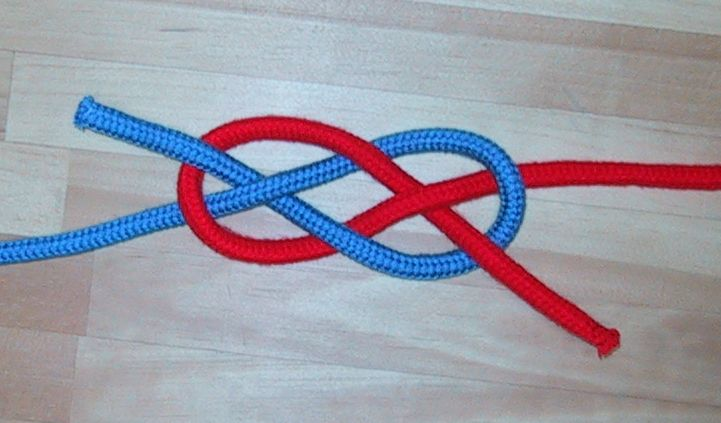
Josefínský neboli preclíkový uzel

Pokročilejší technika drhání se zabývá kombinacemi známých i vlastních vzorů.

## Použití makramé
Technikou drhání se vyrábějí kabelky, dekorace na zdi, závěsy na květiny, vodítka na psy a podobné předměty.

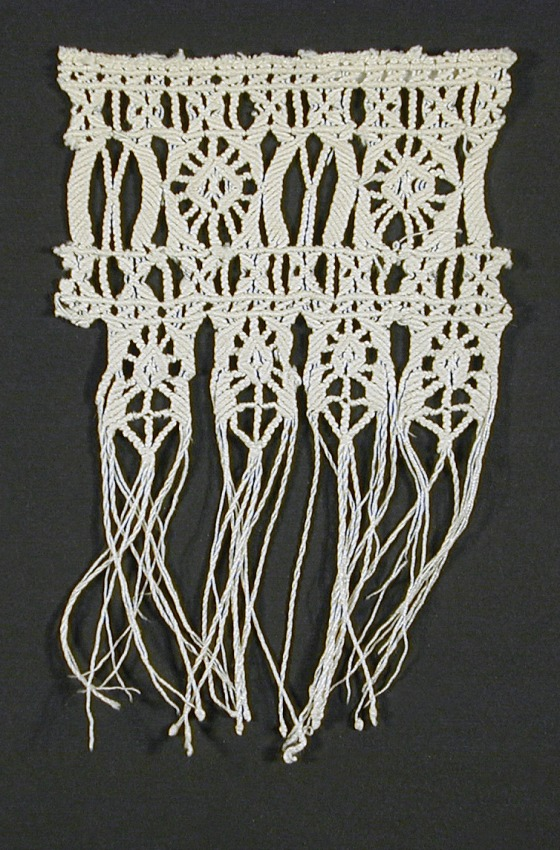
Drhovaná italská krajka ze 17. století
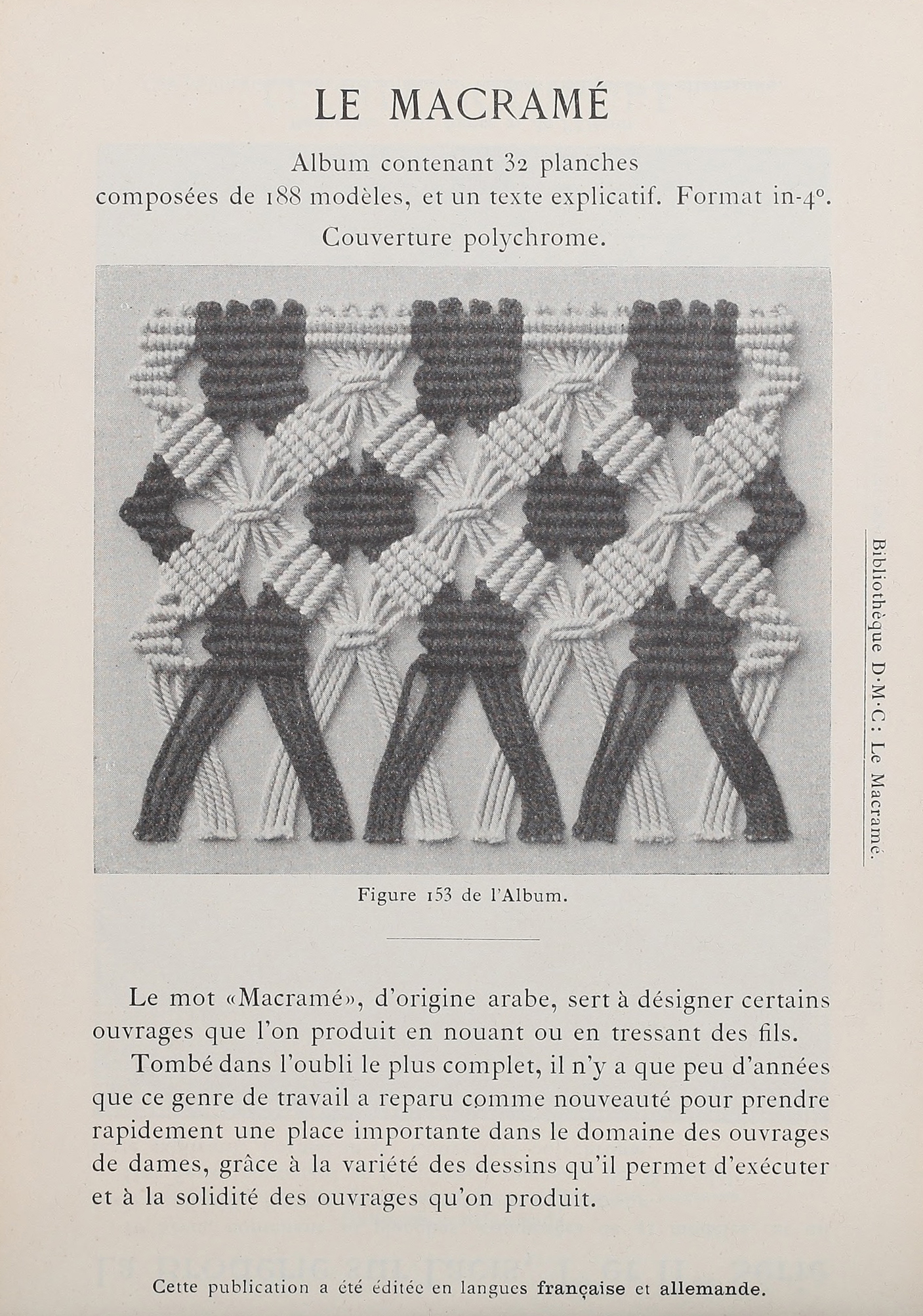
Návrh vzoru z roku 1922
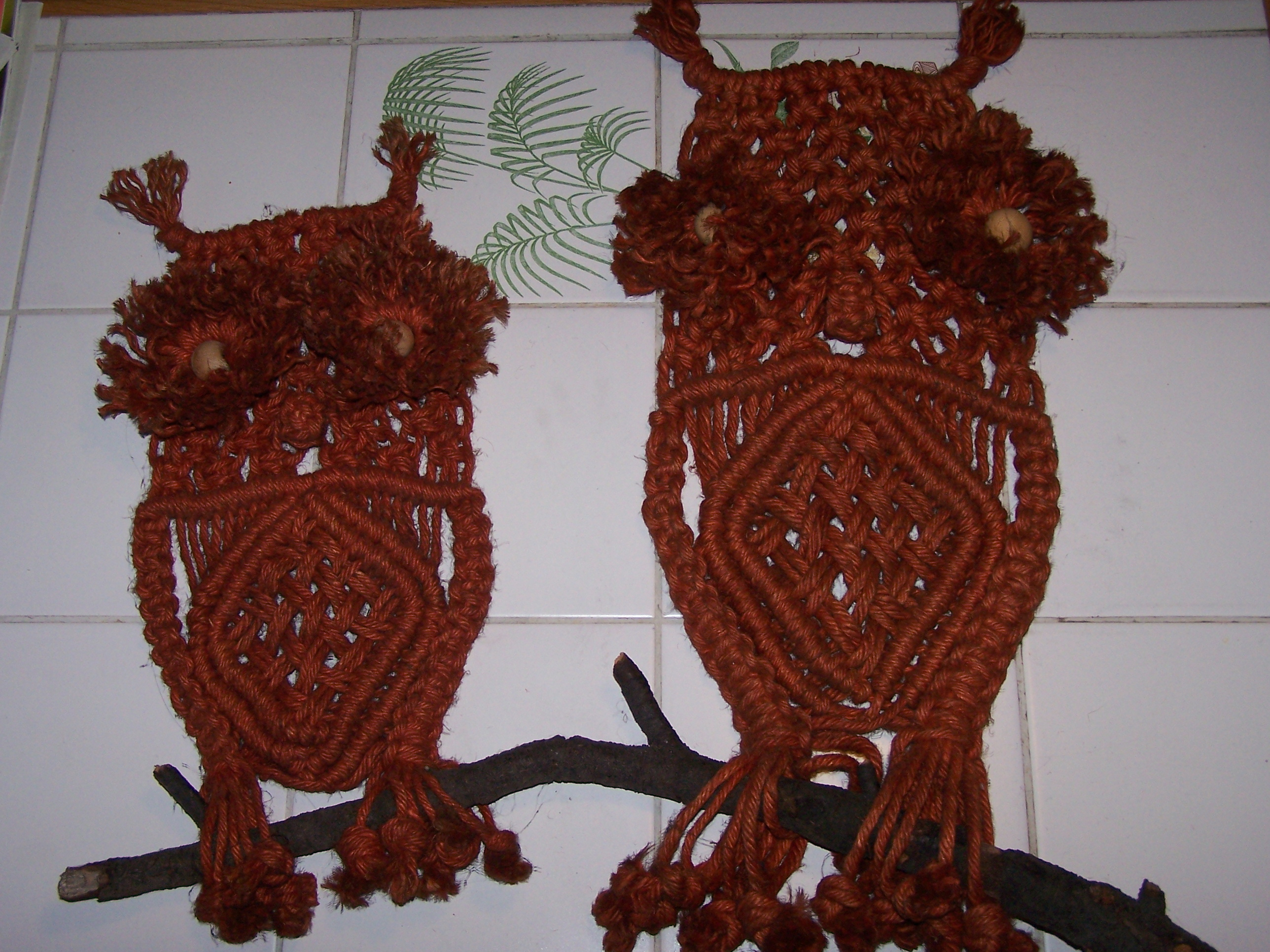
Častý motiv pro makramé
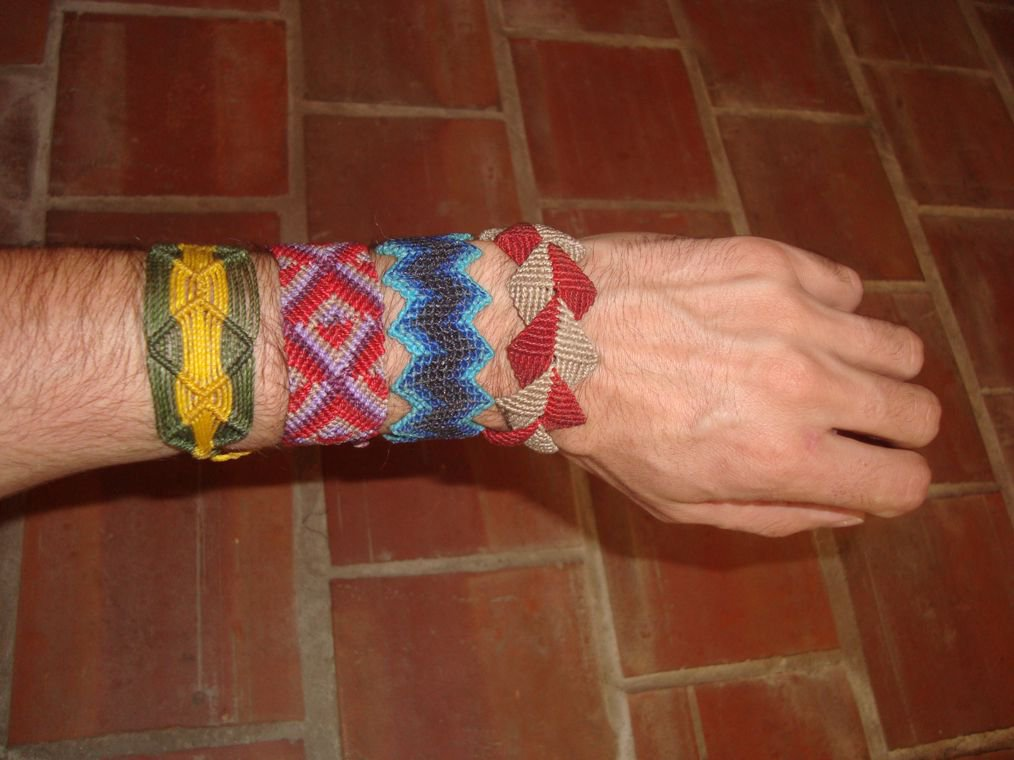
Náramky ze syntetických materiálů
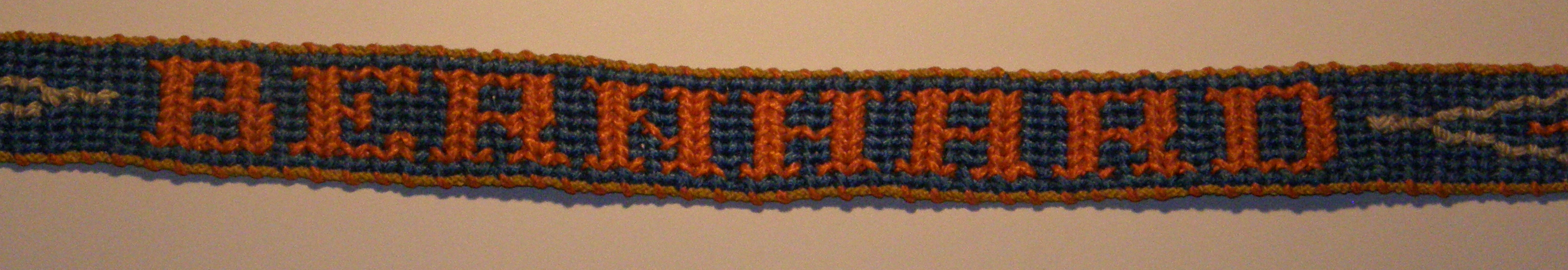
Pásek (ze 480 žebrových uzlů)
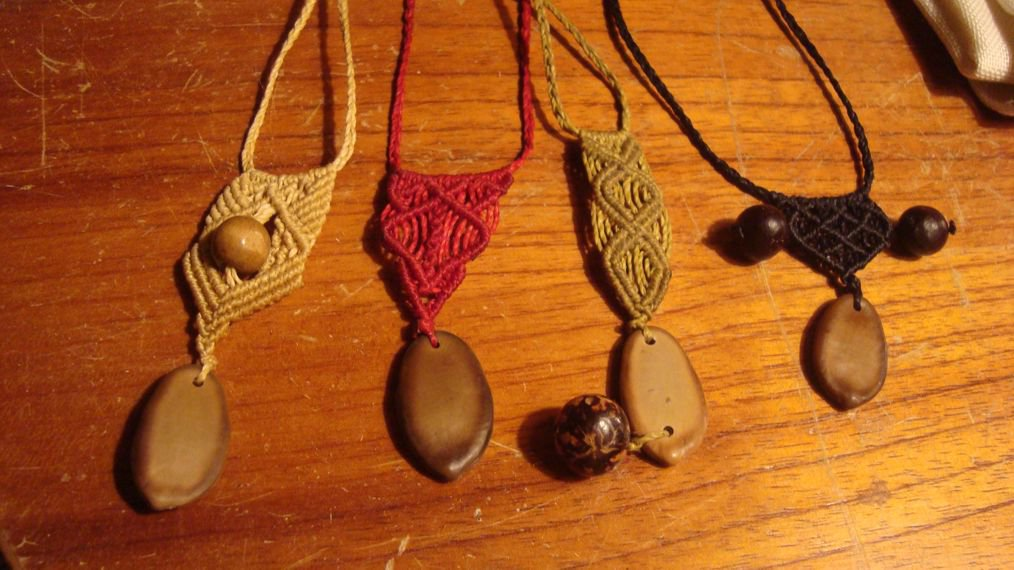
Paraguayské makramé
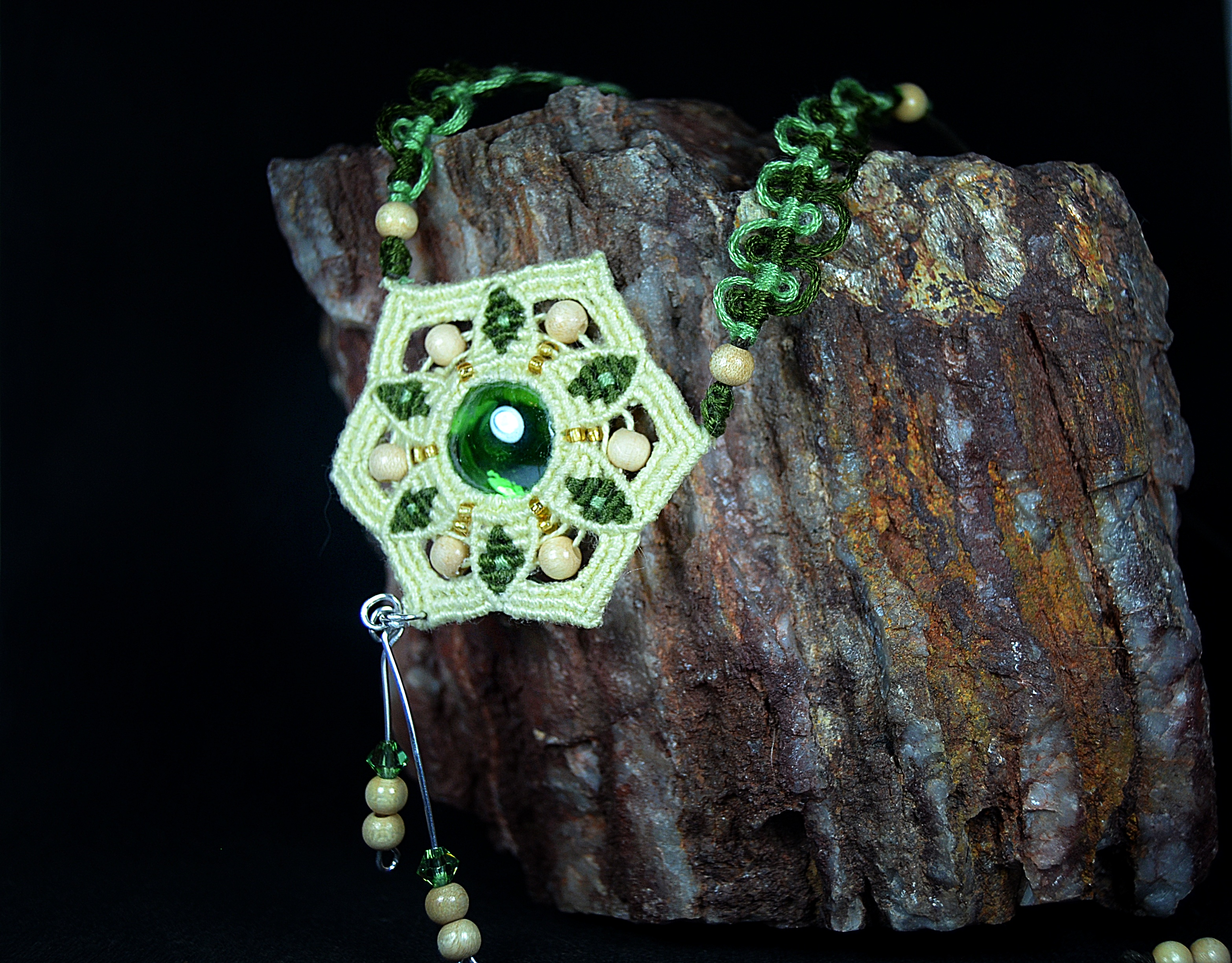
Španělský náhrdelník
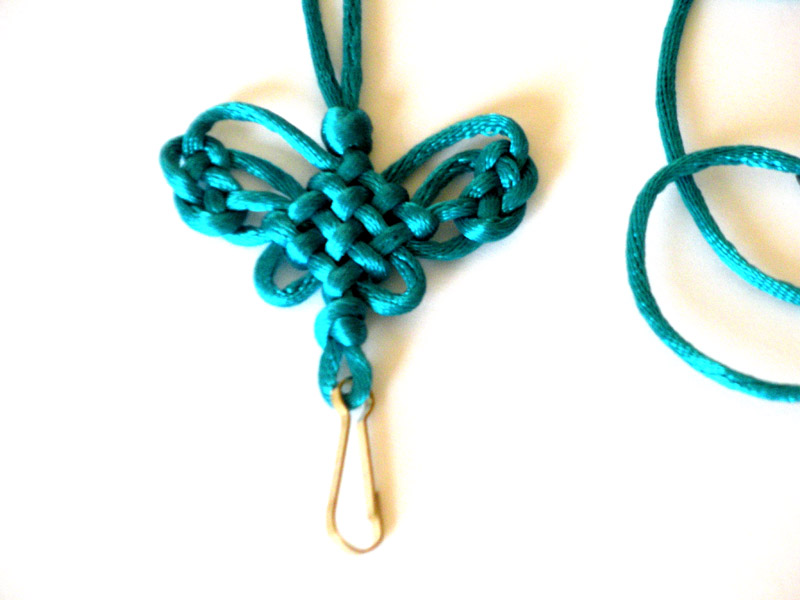
Čínský motýlek (z plochých uzlů)
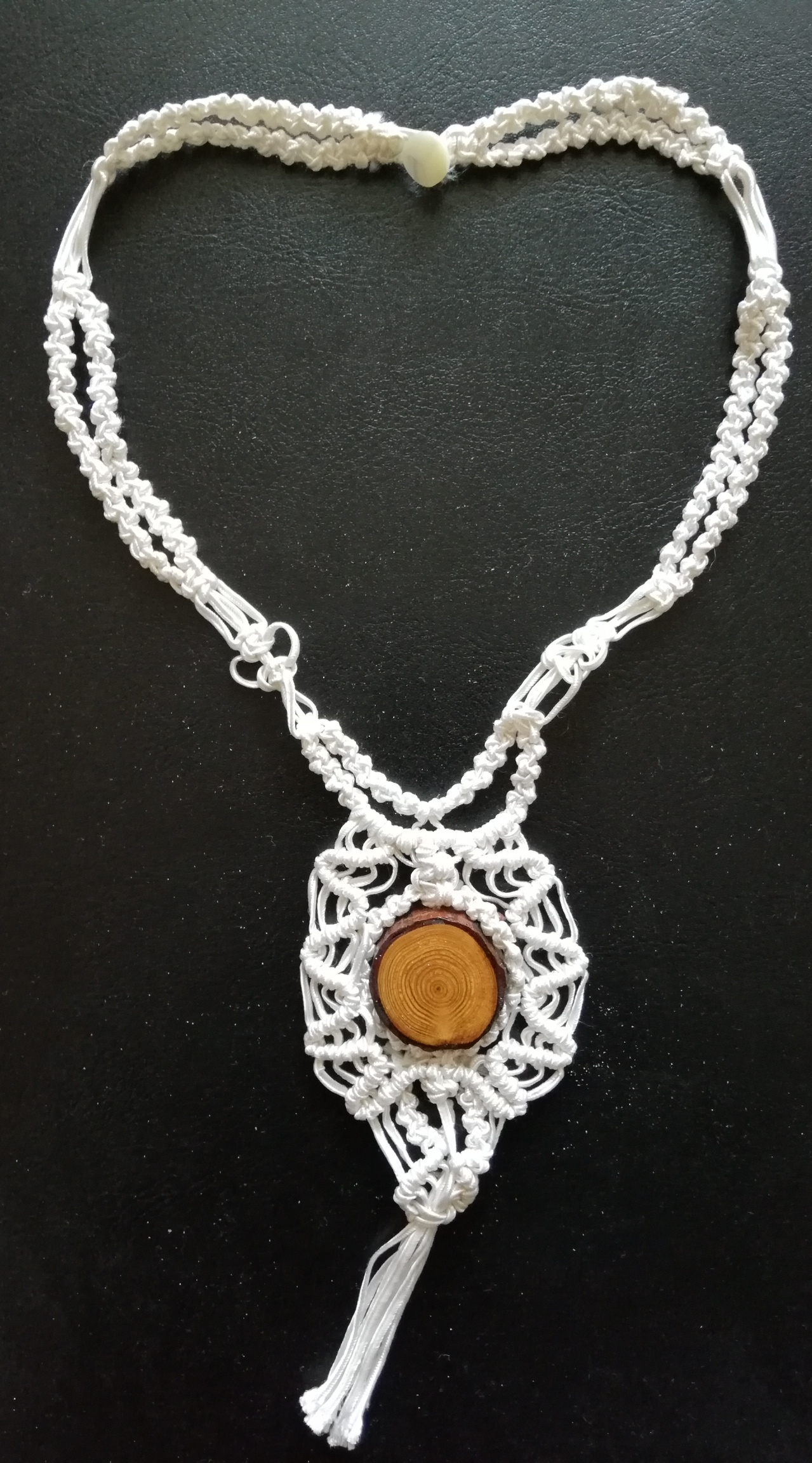
Kulatý dámský přívěšek s dřevěným leštěným řezem
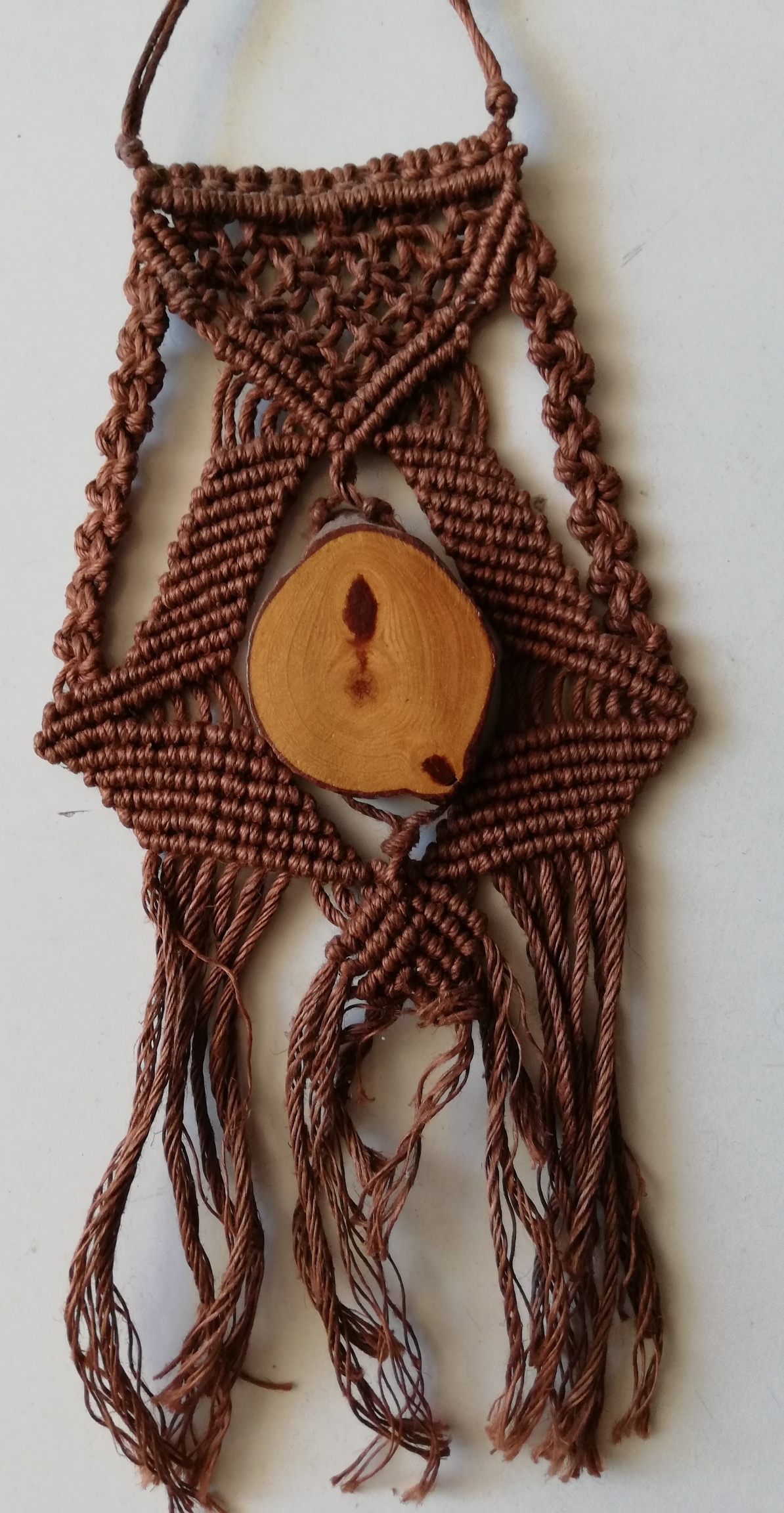
Dámský přívěšek na krk s leštěným sukovitým dřevěným řezem
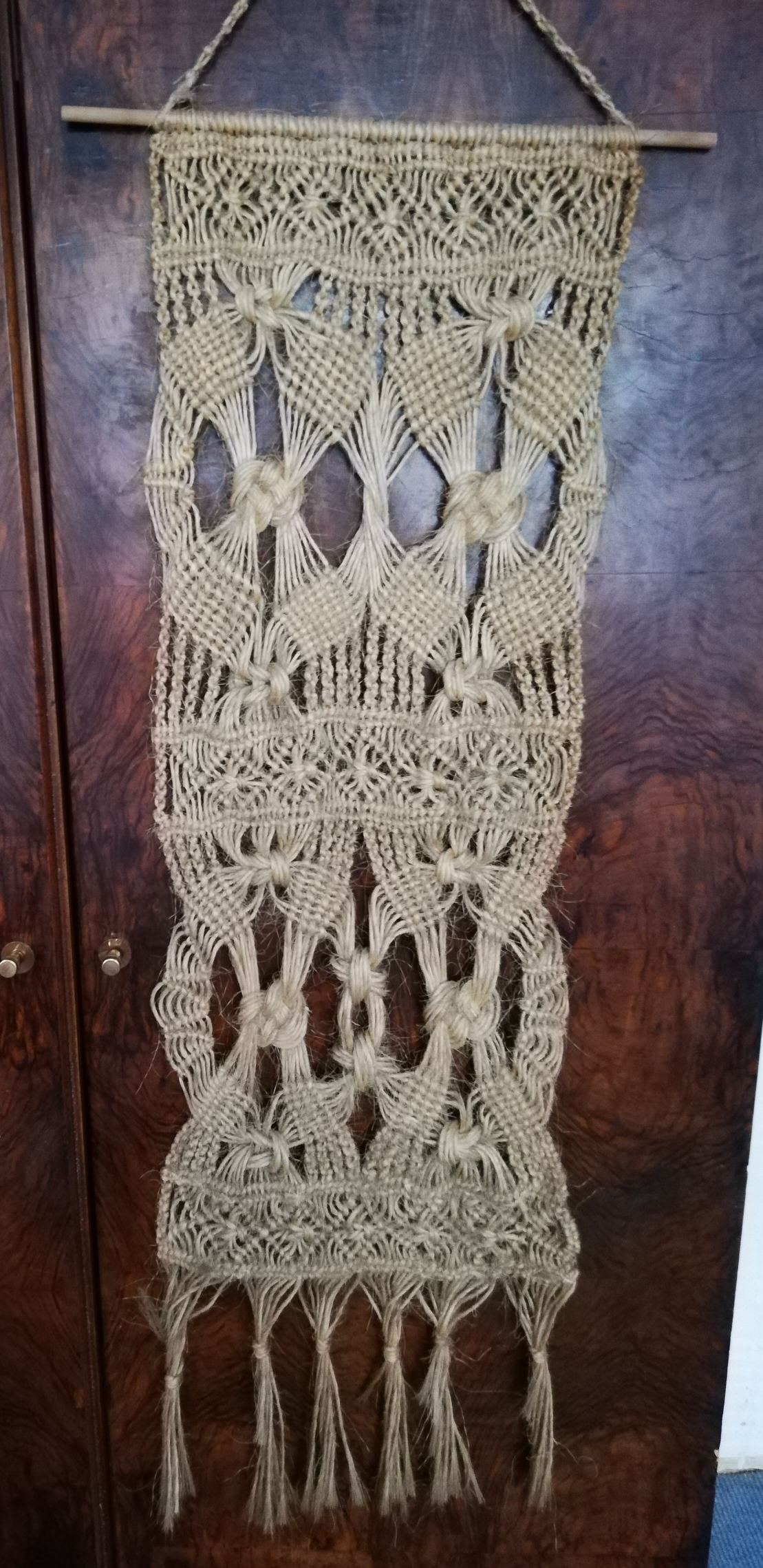
Dekorace na zeď z přírodního sisalového provázku
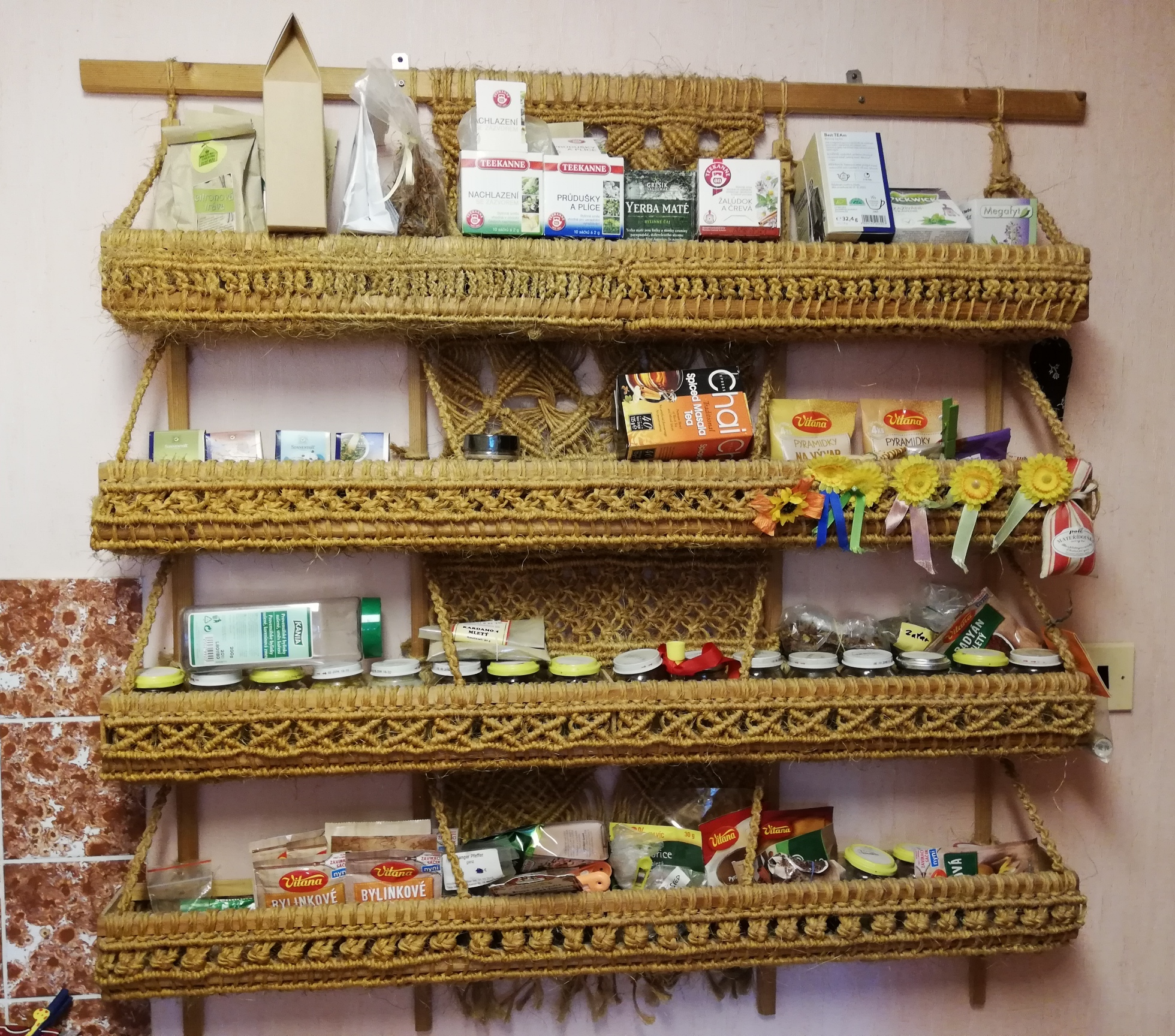
Polička na koření a čaje do kuchyně z latí a sisalového provázku